# Người Việt tại Ba Lan
Người Việt tại Ba Lan tạo thành một trong những nhóm dân tộc thiểu số lớn ở Ba Lan. Cộng đồng người Việt ở Ba Lan là cộng đồng người Việt đông thứ ba ở châu Âu, sau cộng đồng người Việt tại Pháp và cộng đồng người Việt tại Đức, mặc dù số lượng của họ là khó ước tính, với con số ước tính phổ biến dao động từ 30.000 đến 40.000 người. Họ là cộng đồng dân nhập cư lớn nhất của Ba Lan có nền văn hóa không phải là châu Âu, và thường được công chúng Ba Lan xem là một trong những dân tộc thiểu số lớn nhất, nếu không phải là lớn nhất ở Ba Lan; xác minh thực tế về tuyên bố này tỏ ra khó khăn do thiếu dữ liệu về số lượng chính xác người Việt ở Ba Lan. Cộng đồng người Việt ở Ba Lan đã được xem là một trong những dân tộc thiểu số lớn nhất tại Ba Lan. 

## Số liệu nhân khẩu
Không có dữ liệu chính xác về số lượng người Việt ở Ba Lan, do nhiều người, rất có thể ít nhất là 50%, là người nhập cư bất hợp pháp. Điều tra dân số Ba Lan 2011 đã có 4.027 được hỏi cho biết họ có quốc tịch Việt Nam. Đại sứ Việt Nam và các lãnh đạo cộng đồng người Việt ở Ba Lan ước tính có khoảng 20.000 đến 30.000 người Việt có thể đang sinh sống ở Ba Lan, dù năm 2002 chính phủ Ba Lan ước tính rằng con số có thể là 50.000 người. Một báo cáo năm 2008 của chính phủ Ba Lan đưa ra con số từ 25.000–60.000 người, một báo cáo truyền thông năm 2012 cũng đề xuất con số cao hơn 60.000 người, trong khi một báo cáo khoa học năm 2014 cung cấp một con số ước tính 35.000 người, với một ghi chú rằng con số này là "khó để ước tính". Do họ là cộng đồng nhập cư lớn nhất của Ba Lan có nền văn hóa không phải là châu Âu, họ cũng là một trong các nhóm dân nhập cư dễ thấy nhất Ba Lan. Các thành viên của công chúng Ba Lan thường có tín ngưỡng sai lầm rằng người Việt hình thành cộng đồng người nước ngoài lớn nhất của Ba Lan, một vị trí mà trong thực tế thuộc về người di cư từ các nước Liên Xô cũ.

## Lịch sử
Quan hệ Ba Lan – Việt Nam đã gia tăng từ các chương trình trao đổi sinh viên thập niên 1950 và 1980, trong thời gian đó cả Ba Lan và Việt Nam là các quốc gia cộng sản. Sau quá trình Ba Lan chuyển sang nền kinh tế tư bản vào năm 1990, Ba Lan đã trở thành một điểm đến nhập cư hấp dẫn hơn cho người Việt Nam, đặc biệt là các doanh nghiệp nhỏ; là làn sóng di cư thứ hai, làn sóng người nhập cư Việt đông đảo hơn đến Ba Lan. Nhiều người bắt đầu cuộc sống ở Ba Lan với công việc bán hàng trong các khu chợ ngoài trời tại Sân vận động Stadion Dziesięciolecia bán quần áo hoặc thực phẩm giá rẻ. Đến năm 2005, đã có khoảng 1.100 và 1.200 gian hàng của người Việt trong khu vực. Tính đến năm 2002 tại Warsaw đã có khoảng 500 nhà hàng Việt, chủ yếu là phục vụ thức ăn nhanh. Stadion Dziesięciolecia đã được gọi là trung tâm của cộng đồng người Việt ở Ba Lan. Cộng đồng người Việt cũng được phục vụ bởi một số tổ chức phi chính phủ, điều hành bởi chính cộng đồng người Việt.
Trong số những người Việt tại Ba Lan có Tào Ngọc Tú, ông là người sáng lập tập đoàn Tan-Viet International và được xem là người đưa mì ăn liền vào thị trường Ba Lan. Là một trong những người giàu nhất Ba Lan, ông được tạp chí Wprost xếp hạng thứ 93 với tài sản 170 triệu PLN vào thời điểm năm 2012.

## Ngôn ngữ
Mặc dù tiếng Anh vẫn là ngoại ngữ phổ biến nhất tại Ba Lan, có một số lượng ngày càng tăng các sinh viên học sinh quan tâm đến ngôn ngữ khác như tiếng Việt.
Năm 2007, Trường Lạc Long Quân đã được khai trương ở Warsaw để dạy ngôn ngữ cho trẻ em Việt Nam và cung cấp cơ hội cho người Việt lớn tuổi sử dụng ngôn ngữ riêng của họ. Ngoài việc học tiếng Việt, học sinh cũng được dạy nghệ thuật, lịch sử, địa lý, văn hóa và phong tục Việt Nam. Ngoài ra, các trường đã tổ chức lễ hội và các sự kiện quan trọng khác vào những dịp đặc biệt như Tết. Sau đó, nhà trường đã mở chi nhánh mới tại Raszyn và Wrocław.

## Sự cố
Tối ngày 27 tháng 5 năm 2017, ông Phan Châu Thành, công dân song tịch Việt Nam và Ba Lan, bị cấm nhập cảnh vào Việt Nam khi đáp xuống sân bay Tân Sơn Nhất. Ông Thành là một doanh nhân ở Ba Lan, tốt nghiệp ngành Luật, Đại học Warsaw năm 2006 và nhập quốc tịch Ba Lan năm 2012. Ông cũng là người tài trợ cho một số dự án phát triển cộng đồng ở Việt Nam như Sách hóa Nông thôn, Nhà Chống Lũ. Công an cửa khẩu không cung cấp văn bản về việc không cho nhập cảnh.
Đầu tháng 6 năm 2017, cảnh sát Ba Lan bắt một công dân Việt Nam 38 tuổi cùng 17 tấm hộ chiếu Cộng hòa Xã hội Chủ nghĩa Việt Nam màu xanh lá cây, sẵn sàng cho sử dụng, và 33 tấm thẻ cư trú Ba Lan, tất cả đều là giả mạo, được tạo ra ngay trong căn hộ ở Warsaw.